# Detlef Liebs

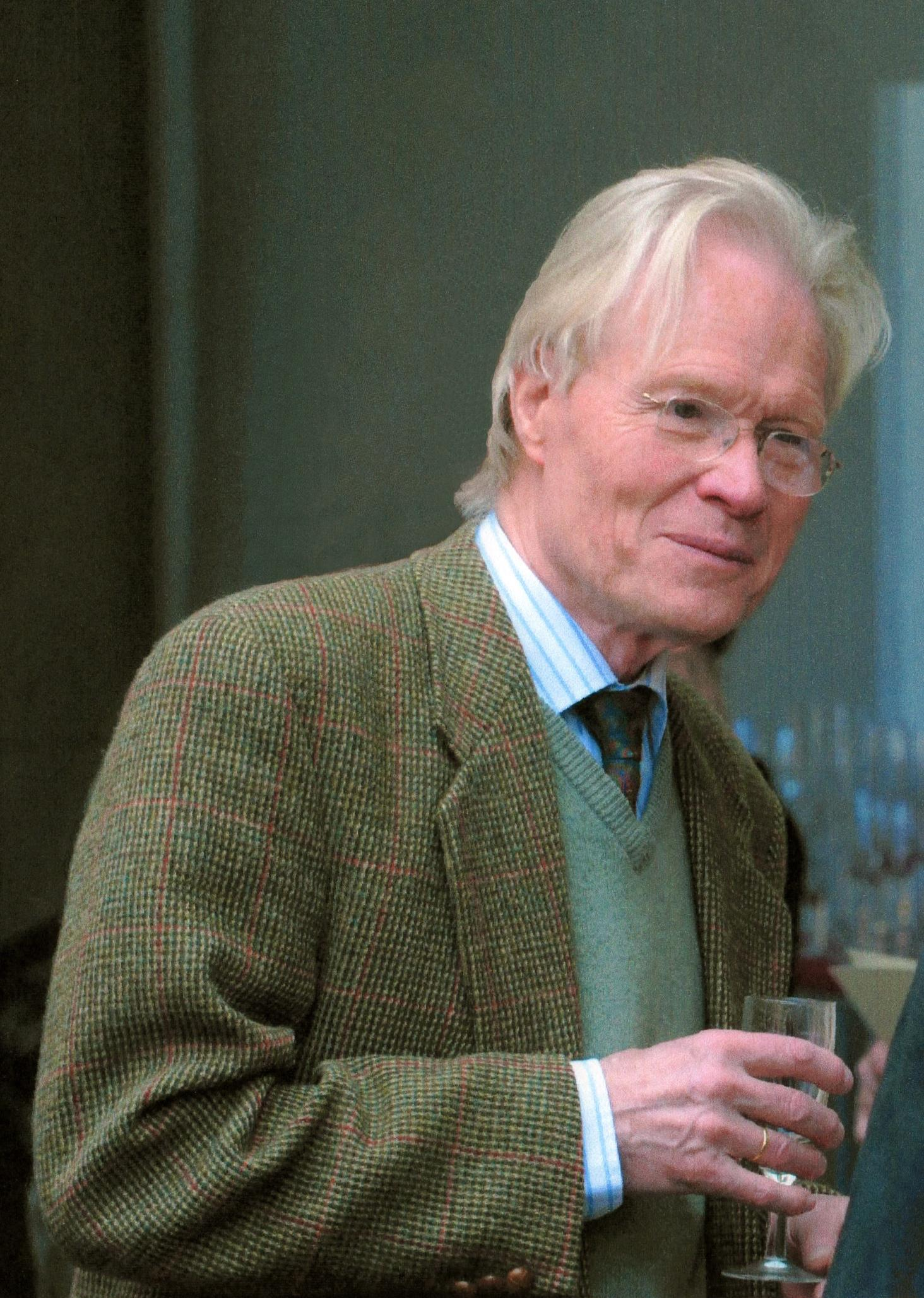
Detlef Liebs (2011)

Klaus Detlef Herbert Liebs (* 12. Oktober 1936 in Berlin) ist ein deutscher Rechtshistoriker und Hochschullehrer.

## Leben
Detlef Liebs wurde als Sohn von Erika Liebs, geborene Dierig (Enkelin des Geheimen Kommerzienrats  Friedrich Dierig), und Wilhelm Liebs, einem promovierten Diplomingenieur und Dozenten, in Berlin geboren. Er wuchs in Peilau/Schlesien, Köthen/Anhalt, Dornheim/Hessen und Karlsruhe auf. Nach dem Abitur am Helmholtz-Gymnasium Karlsruhe studierte er von 1955 bis 1956 zunächst Rechtswissenschaften und Altgriechisch an der Albert-Ludwigs-Universität in Freiburg im Breisgau, von 1956 bis 1960 dann Rechtswissenschaften und Geschichte an der Universität Göttingen. Zu seinen dortigen Lehrern zählten unter anderem Rudolf Smend, Gerhard Leibholz, Karl Michaelis, Helmuth Plessner, Alfred Heuß, Jochen Bleicken und Franz Wieacker, für den er während seiner Göttinger Studienjahre als wissenschaftliche Hilfskraft tätig war.
Nach der Ersten Juristischen Staatsprüfung arbeitete er von 1960 bis 1962 bei Franz Wieacker an seiner Dissertation über ein Thema aus dem Römischen Recht. Anschließend war er zunächst Gerichtsreferendar unter anderem in Göttingen (1962 bis 1964), dann Assistent am Institut für Römisches und Gemeines Recht der Universität Göttingen bei Franz Wieacker. Zum Dr. jur. wurde er 1962 promoviert. Er habilitierte sich 1970 und erhielt die Venia legendi für Römisches Recht, Bürgerliches Recht und Privatrechtsgeschichte der Neuzeit. Noch im selben Jahr erfolgte der Ruf auf den Lehrstuhl für Römisches Recht, Bürgerliches Recht und Neuere Privatrechtsgeschichte der Universität Freiburg im Breisgau, wo Detlef Liebs bis zu seiner Emeritierung 2005 als ordentlicher Professor lehrte; den Ruf auf einen Lehrstuhl für Römisches Recht an der Universität Wien im Jahr 1980 lehnte er ab.
Seine stets vielfältigen Kontakte zu Kollegen im Ausland führten ihn 1976 während eines Forschungssemesters nach Paris, wo er mit den Epigraphikern Hans-Georg Pflaum und André Chastagnol, dem Papyrologen Joseph Modrzejewski und dem Romanisten und Kirchenhistoriker Jean Gaudemet regen fachlichen Austausch pflegte. 1984/85 war er Member der School of Historical Studies am Institute for Advanced Study in Princeton. 1989 war Detlef Liebs Visiting Fellow am All Souls College in Oxford, wo er sich fachlich insbesondere mit den Kollegen Tony Honoré, Peter Birks, Fergus Millar, John Matthews und Martin Harrison austauschte.
Seit 2005 ist Detlef Liebs Corresponding Fellow der British Academy in London, seit 2006 Korrespondierendes Mitglied der Philosophisch-historischen Klasse der Bayerischen Akademie der Wissenschaften in München. Im April 2015 wurde ihm von der Rechtswissenschaftlichen Fakultät der Universität Zürich die Ehrendoktorwürde verliehen, im April 2018 in Brasilia die Ehrendoktorwürde des Instituto Brasiliense de Direito Público.
Detlef Liebs’ Hauptforschungsgebiete sind neben dem Römischen Recht vor allem die Geschichte der römischen Rechtswissenschaft sowie die römische Provinzialjurisprudenz in ihrem ganzen Umfang und ihr Fortleben bis ins 8./9. Jahrhundert. Dies umfasst in seinem Werk die Pseudepigrapha unter den römischen Juristenschriften ebenso wie die esoterische römische Rechtsliteratur und das germanisch-römische Recht als das eigentliche Vulgarrecht. Mit seiner These, dass die römische Jurisprudenz keineswegs von Vertretern der alten Senatorenfamilien geprägt wurde, sondern die für die Entwicklung zum Weltrecht einflussreichsten Juristen von unten beziehungsweise von außen kamen, so als Plebejer Coruncanius oder – aus der Provinz Africa stammend – Iulian, aber auch Gaius, der in Rom bis zum 5. Jahrhundert ignoriert worden war, und der aus Tyros in Syrien stammende Ulpian sowie der Verfasser der Sententiae Receptae, stellt sich Liebs gegen die auf Wolfgang Kunkel zurückgehende herrschende Meinung.
Detlef Liebs ist evangelisch und heiratete 1982 Katharina Bölle.

## Veröffentlichungen (Auswahl)
- Hermogenians iuris epitomae. Zum Stand der römischen Jurisprudenz im Zeitalter Diokletians (= Abhandlungen der Akademie der Wissenschaften in Göttingen. Philologisch-Historische Klasse, Dritte Folge, Nr. 57). Vandenhoeck & Ruprecht, Göttingen 1964 (Dissertation, Universität Göttingen, 1962).
- Reurecht des Käufers „an der Haustür“? Die Möglichkeiten des geltenden Rechts, die grundsätzliche Problematik eines besonderen Reurechts und seine Ausgestaltung im einzelnen. O. Schwartz, Göttingen 1970, ISBN 3-509-00511-2.
- Die Klagenkonkurrenz im römischen Recht. Zur Geschichte der Scheidung von Schadensersatz und Privatstrafe. Vandenhoeck & Ruprecht, Göttingen 1972, ISBN 3-525-18224-4 (Habilitationsschrift, Universität Göttingen, 1969/70).
- Römisches Recht. Ein Studienbuch (= UTB. 465). Vandenhoeck & Ruprecht, Göttingen 1975; 2. Auflage ebenda 1982; 6., vollständig überarbeitete Auflage 2004, ISBN 3-8252-0465-0.
- Römische Provinzialjurisprudenz. In: Aufstieg und Niedergang der römischen Welt. Reihe II, hrsg. von Hildegard Temporini, Berlin 1976, Band 15, S. 288–362. Gründlich überarbeitete Fassung 2017: (freidok.uni-freiburg.de)
- Lateinische Rechtsregeln und Rechtssprichwörter. Zusammengestellt, übersetzt und erläutert. C. H. Beck, München 1982; 3. Auflage ebenda 1983; 7., vollständig überarbeitete und verbesserte Auflage 2007, ISBN 978-3-406-56294-5.
- Die Jurisprudenz im spätantiken Italien (260–640 n. Chr.) (= Freiburger Rechtsgeschichtliche Abhandlungen, Neue Folge. Bd. 8). Duncker & Humblot, Berlin 1987, ISBN 3-428-06157-8.
- Römische Jurisprudenz in Africa mit Studien zu den pseudopaulinischen Sentenzen (= Antike in der Moderne. Bd. 3). Berlin 1993. 2. Auflage (= Freiburger Rechtsgeschichtliche Abhandlungen. Neue Folge, Bd. 44). Duncker & Humblot, Berlin 2005, ISBN 3-428-11617-8.
- Jurisprudenz. In: Reinhart Herzog, Peter Lebrecht Schmidt (Hrsg.): Handbuch der lateinischen Literatur der Antike IV: Die Literatur des Umbruchs. Von der römischen zur christlichen Literatur 117 bis 284 n. Chr., München 1997, ISBN 978-3-406-39020-3, S. 83–217.
- Römische Jurisprudenz in Gallien (2. bis 8. Jahrhundert) (= Freiburger Rechtsgeschichtliche Abhandlungen. Neue Folge, Band 38). Duncker & Humblot, Berlin 2002, ISBN 3-428-10936-8.
- Vor den Richtern Roms. Berühmte Prozesse der Antike. C. H. Beck, München 2007, ISBN 978-3-406-56296-9.
- Hofjuristen der römischen Kaiser bis Justinian. Verlag der Bayerischen Akademie der Wissenschaften, München 2010, ISBN 978-3-7696-1654-5.
- Das Recht der Römer und die Christen. Mohr Siebeck, Tübingen 2015, ISBN 978-3-16-154031-8.
- Scintilla de libro legum. Römisches Vulgarrecht unter den Merowingern. Die Fuldaer Epitome der Lex Romana Visigothorum (= Freiburger Rechtsgeschichtliche Abhandlungen. Neue Folge, Band 82). Duncker & Humblot, Berlin 2022, ISBN 978-3-428-18335-7.